# Микролимано (Аттика)
Микроли́мано ( Μικρολίμανο от λιμάνι — «гавань» и  — «очень малый») — деревня в Греции. Расположена на высоте 5 м над уровнем моря, в юго-восточной части Аттики, на берегу одноимённой гавани пролива Дианлос-Макронисос (Мандри), отделяющего остров Макронисос, в 52 км к юго-востоку от Афин. Административно относится к сообществу Кератея в общине Лавреотики в периферийной единице Восточная Аттика в периферии Аттика. Население 116 человек по переписи 2011 года.
Деревня основана под названием Турколимано (Τουρκολίμανο от τουρκο- — «турецкий») 14 марта 1971 года и переименована  5 апреля 1981 года.

## Население
| Год  | Население, человек |
| ---- | ------------------ |
| 1991 | 222                |
| 2001 | 152                |
| 2011 | ↘ 116              |